# Giovanni Pini
Giovanni Pini, né le 25 juillet 1992, à Carpi, en Italie, est un joueur italien de basket-ball. Il évolue au poste d'ailier.

## Palmarès
- EuroChallenge 2014